# Championnats du monde de course en montagne 2016
Navigation
2015 2017
Les championnats du monde de course en montagne 2016, trente-deuxième édition des championnats du monde de course en montagne, ont lieu le 4 septembre 2016 à Sapareva Banya, en Bulgarie.

## Résultats
La course senior masculine se déroule sur un parcours de 12,5 km avec 1 390 m de dénivelé. L'Américain Joseph Gray prend un bon départ et mène la course en tête. Il se fait dépasser par l'Ougandais Robert Chemonges à un kilomètre de la fin. Ce dernier est ensuite disqualifié, ayant été aidé par un coureur junior lui ayant servi de lièvre,. Le Mexicain Israel Morales et le Turc Ahmet Arslan complètent le podium. Les États-Unis remportent le classement par équipes devant l'Italie et le Mexique.
La course senior féminine se déroule sur un parcours de 7,3 km avec 700 m de dénivelé. L'Autrichienne Andrea Mayr remporte son sixième titre mondial devant l'Italienne Valentina Belotti et la Française Christel Dewalle. L'Italie remporte le classement par équipes devant la République tchèque et les États-Unis.
La course junior masculine se déroule sur le même parcours que la course senior féminine. C'est l'Ougandais Joel Ayeko qui remporte la victoire de justesse devant ses compatriotes. Chez les féminines junior, l'Allemande Sarah Kistner s'impose aisément sur le parcours de 3,5 km et 500 m de dénivelé.

### Seniors

#### Courses individuelles
| Rang               | Athlète             | Pays       | Temps          |
| ------------------ | ------------------- | ---------- | -------------- |
| Médaille d'or      | Joseph Gray         | États-Unis | 1 h 2 min 13 s |
| Médaille d'argent  | Israel Morales Nava | Mexique    | 1 h 3 min 52 s |
| Médaille de bronze | Ahmet Arslan        | Turquie    | 1 h 4 min 48 s |
| 4                  | Hayden Hawks        | États-Unis | 1 h 5 min 2 s  |
| 5                  | Filex Chemonges     | Ouganda    | 1 h 5 min 6 s  |
| 6                  | Bernard Dematteis   | Italie     | 1 h 5 min 6 s  |
| 7                  | Brett Hales         | États-Unis | 1 h 5 min 10 s |
| 8                  | Martin Dematteis    | Italie     | 51 min 39 s    |

| Rang               | Athlète           | Pays      | Temps       |
| ------------------ | ----------------- | --------- | ----------- |
| Médaille d'or      | Andrea Mayr       | Autriche  | 39 min 4 s  |
| Médaille d'argent  | Valentina Belotti | Italie    | 40 min 47 s |
| Médaille de bronze | Christel Dewalle  | France    | 41 min 5 s  |
| 4                  | Soňa Vnenčáková   | Slovaquie | 41 min 17 s |
| 5                  | Petra Nováková    | Tchéquie  | 42 min 28 s |
| 6                  | Silvia Schwaiger  | Slovaquie | 42 min 39 s |
| 7                  | Alice Gaggi       | Italie    | 42 min 42 s |
| 8                  | Sara Bottarelli   | Italie    | 42 min 46 s |

#### Courses par équipes
| Rang               | Pays | Points |
| ------------------ | --- | ------ |
| Médaille d'or      | États-Unis Joseph Gray (1er) Hayden Hawks (4e) Brett Hales (7e) Andy Wacker (20e) David Fuentes (30e) Matt Daniels (44e)                 | 32     |
| Médaille d'argent  | Italie Bernard Dematteis (6e) Martin Dematteis (8e) Alex Baldaccini (9e) Xavier Chevrier (10e) Francesco Puppi (18e) Nicola Spada (48e)  | 33     |
| Médaille de bronze | Mexique Israel Morales Nava (2e) Norberto Abad (15e) Juan Carlos Carera (23e) Said Díaz (29e) Victor Mercado (49e) Salvador Ángel (108e) | 69     |

| Rang               | Pays | Points |
| ------------------ | --- | ------ |
| Médaille d'or      | Italie Valentina Belotti (2e) Alice Gaggi (7e) Sara Bottarelli (8e) Antonella Confortola (22e)             | 17     |
| Médaille d'argent  | Tchéquie Petra Nováková (5e) Pavla Schorná-Matyášová (13e) Monika Preibischová (14e) Lucie Maršánová (21e) | 32     |
| Médaille de bronze | États-Unis Kim Nedeau (9e) Addie Bracy (12e) Ladia Albertson-Junkans (15e) Bethany Sachtleben (18e)        | 36     |

### Juniors

#### Courses individuelles
| Rang               | Athlète          | Pays    | Temps       |
| ------------------ | ---------------- | ------- | ----------- |
| Médaille d'or      | Joel Ayeko       | Ouganda | 33 min 53 s |
| Médaille d'argent  | Victor Kiplangat | Ouganda | 35 min 39 s |
| Médaille de bronze | Albert Chemutai  | Ouganda | 35 min 50 s |

| Rang               | Athlète           | Pays        | Temps       |
| ------------------ | ----------------- | ----------- | ----------- |
| Médaille d'or      | Sarah Kistner     | Allemagne   | 22 min 48 s |
| Médaille d'argent  | Michaela Stránská | Tchéquie    | 23 min 31 s |
| Médaille de bronze | Bronwen Jenkinson | Royaume-Uni | 23 min 56 s |

#### Courses par équipes
| Rang               | Pays                                                                                    | Points |
| ------------------ | --------------------------------------------------------------------------------------- | ------ |
| Médaille d'or      | Ouganda Joel Ayeko (1er) Victor Kiplangat (2e) Albert Chemutai (3e)                     | 6      |
| Médaille d'argent  | Italie Daniel Pattis (6e) Davide Magnini (7e) Riccardo Rabino (28e) Andrea Rostan (34e) | 41     |
| Médaille de bronze | France Johann Baujard (12e) Sylvain Cachard (18e) Robin Faricier (19e)                  | 49     |

| Rang               | Pays                                                                                                | Points |
| ------------------ | --------------------------------------------------------------------------------------------------- | ------ |
| Médaille d'or      | Tchéquie Michaela Stránská (2e) Barbora Havlíčková (5e) Kateřina Divišová (12e) Bára Stýblová (21e) | 19     |
| Médaille d'argent  | Allemagne Sarah Kistner (1re) Nada Balcarczyk (6e) Lisa Oed (18e)                                   | 25     |
| Médaille de bronze | Italie Francesca Franchi (9e) Federica Zanne (11e) Lorenza Beccaria 13e Valentina Gemetto (29e)     | 33     |